# Фондо Морте
Фондо Морте је насеље у Италији у округу Сиракуза, региону Сицилија.
Према процени из 2011. у насељу је живело 41 становника. Насеље се налази на надморској висини од 6 м.